# Den unge Werthers lidanden
För andra betydelser, se Werther (olika betydelser).
Den unge Werthers lidanden (tyska: Die Leiden des jungen Werthers) är en brevroman från år 1774 skriven av den tyske författaren Johann Wolfgang von Goethe. Den skrevs under sex veckor år 1774 då han var 24 år gammal.

## Handling
Romanen är skriven i brevform, där Werther skriver till sin vän Wilhelm. Den handlar om Werther som blir olyckligt förälskad i Lotte. Vid ett tillfälle, under en bal de besöker tillsammans, delas deras känslorus varpå Lotte utropar "Klopstock", en känd tysk poet som skrev svärmiska, förromantiska oden under 1700-talet, som även Werther var väl bekant med, enligt romanen. Lotte är dock redan förlovad med Albert, som i romanen beskrivs som oerhört tråkig. Werther, som inte kan ge upp sin kärlek till Lotte, blir successivt mer deprimerad, vilket resulterar i att han tar livet av sig genom att skjuta sig, klädd i de för honom typiska blå-gula kläderna: gula byxor, gul väst, blå rock.
Den känslosamhet, som var ett drag hos tidslynnet under en epok av senare delen av 1700-talet, fick i romanen en tolkning. Den levande modell, som Goethe haft för Werther, var en ung jurist vid namn Jerusalem.

## Spridning
Denna Goethes första roman var den som lästes mest av hans samtida och även den text som grundlade Goethes livslånga berömmelse och rikedom. Den väckte ett oerhört uppseende, och dess verkningar, den så kallade Werther-febern, sträckte sig även till Sveriges litteratur.[källa behövs]

## Betydelse

### Werther-effekten
I Werthers efterföljd, den så kallade Werther-effekten, sägs det att många unga män ska ha tagit livet av sig. Detta kan emellertid inte beläggas, men Goethes roman uppfattades likväl på sin tid som kontroversiell och ett brott mot borgerlig anständighet och borgerliga normer.

### Påverkan och bearbetningar
Andra författare, till exempel Thomas Mann och Ulrich Plenzdorf har använt sig av stoffet i sina texter. Den brittiske poeten William Thackeray skrev en parodisk dikt om verket, "Sorrows of Werther", som inleds med raderna:
| Werther had a love for Charlotte Such as words could never utter; Would you know how first he met her? She was cutting bread and butter. | Werther blev så kär i Lotte Att ord ej finns därför; Vet du hur han mötte henne? Hon beredde bröd och smör. |

Anders Cullhed har sagt att "Werthers varma hjärta" bidrar till "att inviga en ny europeisk kulturepok", men att "på själva tröskeln till moderniteten kodas fortfarande begäret efter hövisk mall, åtminstone i litteraturens värld." Hövisk kultur var under flera sekel under medeltiden ett begrepp för att beskriva kultur som skildrade ouppnåelig eller icke genomförd kärlek, där framförallt adliga män beskrev sin kärlek till antingen namngivna, fysiska kvinnor, eller i mer platonsk form.
Jules Massenet har komponerat en opera, Werther (1892; uppförd i Stockholm 1904) med ämnen från Goethes roman.
Romanen har filmatiserats ett flertal gånger, däribland 1938 i regi av Max Ophüls som En kärleks tragedi, med bland andra Pierre Richard-Willm, Annie Vernay och Jean Galland i rollerna.